# Kroatiska naturhistoriska museet
Kroatiska naturhistoriska museet (kroatiska: Hrvatski prirodoslovni muzej) är ett museum i Zagreb i Kroatien. Museet etablerades 1986 men bär sina anor från 1846 och grundandet av Zagrebs folkmuseum. Museet är idag en viktig vetenskaplig institution vars utställningar bland annat visar växt- och djurlivets utveckling i Kroatien. I museet visas även förhistoriska verktyg och ben från Krapinamänniskan. Museet utger den vetenskapliga tidningen Natura Croatica och ligger vid Demetrova (Dimitrija Demeters gata) i Övre staden.

### Fotnoter
1. ↑  Posjećenostmuzejau Hrvatskoj 2014. godine (på kroatiska), Muzejski dokumentacijski centar, läs online.[källa från Wikidata]
2. ↑  Hpm.hr - Museets officiella webbplats  (kroatiska)
3. ↑  Staden Zagrebs turisförening (engelska)